# 康成元
康成元（1941年—），山东平度人，中国人民解放军将领、中国人民解放军海军中将。 
1997年，授予中国人民解放军海军中将，曾任海军航空兵部政治委员、海军副政治委员。 